# Pulau Kaget
Pulau Kaget är en ö i Indonesien.   Den ligger i provinsen Kalimantan Selatan, i den västra delen av landet, 900 km öster om huvudstaden Jakarta. Arean är 3,1 kvadratkilometer.
Terrängen på Pulau Kaget är mycket platt. Öns högsta punkt är 10 meter över havet. Den sträcker sig 3,8 kilometer i nord-sydlig riktning, och 1,3 kilometer i öst-västlig riktning.  Trakten runt Pulau Kaget består huvudsakligen av våtmarker.